# Brent (Florida)
Brent è una città degli Stati Uniti d'America, classificata come CDP e situata in Florida, nella Contea di Escambia.